# Козлодуйци
Козлодуйци (до 1942 г. – Осман факъ) е село в Североизточна България. То се намира в община Добричка, област Добрич.

## История
Старото име на селото е Осман факъ (от турски – „аристократът Осман“).

### Осман факъ в Първата световна война
По време на Първата световна война край селото се води сражение между български и руско-сръбски войски, което е част от Добричката епопея. На 6 септември 1916 година 36-и пехотен козлодуйски полк заема и се окопава на височините на 2 километра северно от селото. На 7 септември частите на полка оказват помощ на съседния 35-и пехотен врачански полк, като атакуват във фланг настъпващата руска 61 дивизия, но на свой ред са подложени на унищожителен удар от страна на сърбо-хърватската доброволческа дивизия и са принудени да отстъпят. Битката, както и изхода на боевете край Добрич, е решена от Първа конна дивизия на генерал Иван Колев. В боевете край Осман факъ 36-и пехотен козлодуйски полк губи близо 30% от личния си състав.
На 27 юни 1942 година, в чест на падналите войници от 36-и пехотен козлодуйски полк селото е преименувано на Козлодуйци.

## Население
Преброяване на населението през 2011 г.
Численост и дял на етническите групи според преброяването на населението през 2011 г.:
|                     | Численост | Дял (в %) |
| Общо                | 434       | 100,00    |
| Българи             | 315       | 72,58     |
| Турци               | 51        | 11,75     |
| Цигани              | 66        | 15,20     |
| Други               | 0         | 0,00      |
| Не се самоопределят | 0         | 0,00      |
| Неотговорили        | 1         | 0,23      |

## Редовни събития
- 01.05 – Събор на с. Козлодуйци
- 09.11 – Фестивал на Хризантемата